# چار باغ
چار باغ (انگلیسی: Char Bagh) منطقه‌ای در ولایت لغمان افغانستان است که از جاده جلال‌آباد - کابل قابل مشاهده است.

## تاریخچه
به گفته برخی منابع، زمانی که اسکندر مقدونی وارد این منطقه شد، پس از خدای پیروزی یونانی، شهری بین چار باغ و ماندراوار ساخت.